# Joachim II (patriarcha Konstantynopola)
Joachim II, imię świeckie Joanis Kokodis (według innej wersji – Kursulidis; ur. 1802 w Kalimasii, zm. 5 sierpnia 1878 na Chalki) – grecki biskup prawosławny, patriarcha Konstantynopola od 1860 do 1863 oraz od 1873 do 1878.

## Życiorys

### Młodość i wczesna działalność
Pochodził z Chios. We wczesnym dzieciństwie stracił ojca i był wychowywany przez matkę. Na rodzinnej wyspie ukończył szkołę podstawową, następnie uczył się w Konstantynopolu. Przed 1827 złożył wieczyste śluby mnisze, przyjmując imię zakonne Joachim, i został wyświęcony na diakona przez metropolitę sofijskiego Joachima. W kolejnych latach był sekretarzem metropolity Janiny Benedykta. W 1827 przyjął chirotonię biskupią z tytułem biskupa Drinopolis. W 1835 został metropolitą Janiny, jednak po dwóch latach patriarcha Konstantynopola Grzegorz VI usunął go z urzędu i skierował do Wielkiej Ławry na Athosie. W 1840 Joachim ponownie został metropolitą Janiny, wszedł również w skład Świętego Synodu Kościoła. W 1845 przeszedł na katedrę Kyziku, po tym, gdy ordynariusz miejscowej metropolii Melecjusz został wybrany na patriarchę konstantynopolitańskiego.

### Patriarcha Konstantynopola (1860–1863). Wewnętrzne problemy Kościoła
W 1860 metropolita Joachim został wybrany na patriarchę Konstantynopola. Jako zwierzchnik Kościoła wydał szereg zarządzeń dotyczących wyświęcania nowych kapłanów i kierowania ich do parafii. Polecił biskupom ordynariuszom, by nie wyświęcali duchownych, nie kierując ich do konkretnej placówki. Zabronił także przechodzenia kapłanów z eparchii do eparchii bez listów polecających. Wprowadził wymóg uzyskiwania przez kapłanów wykształcenia teologicznego przed święceniami – obowiązkowe stało się ukończenie seminarium duchownego na Chalki lub zdanie egzaminu z wykładanego w nim programu. Wspierał również dobroczynność. W 1862 utworzył żeńskie towarzystwo dobroczynne, którego zadaniem było niesienie pomocy ubogim i chorym. W 1863 założył stowarzyszenie o podobnym profilu działające w konstantynopolitańskiej dzielnicy Fanar. Rok wcześniej Patriarchat utworzył w Salonikach szkołę dla ubogich dzieci, a następnie przytułek dla sierot z terenu Macedonii. W 1861 w Konstantynopolu powstała szkoła żeńska.
Już rok po wyborze przeciwko niemu wystąpili metropolici Efezu Paisjusz, Nikomedii Dionizy oraz Filippola Panaret, którzy zarzucili mu łamanie niedawno uchwalonego nowego statutu Kościoła. Joachim II zdołał doprowadzić do zesłania wymienionych hierarchów na Wyspy Książęce do czasu, gdy sprawę miał rozstrzygnąć sąd. W celu rozwiązania konfliktu utworzona została komisja złożona z byłych patriarchów Grzegorza VI, Antyma VI i Cyryla VII, patriarchy jerozolimskiego Cyryla oraz ośmiu metropolitów Patriarchatu Konstantynopolitańskiego. Strony konfliktu nie doszły do porozumienia; ponadto konserwatywnie nastawiony Joachim II faktycznie był wrogiem nowego statutu. Chociaż pozostał na urzędzie, nie cieszył się zaufaniem biskupów Kościoła. Dodatkową przyczyną, dla której był niepopularny, było wymuszanie na biskupach wpłat w zamian za odstąpienie od przeniesienia na inną katedrę. W rezultacie skarg wnoszonych do sułtana przez członków Synodu Joachim w 1863 musiał złożyć urząd i zamieszkać w Erdeku, nie obejmując żadnej katedry.

### Problemy narodowościowe w Kościele
Na pierwszy okres sprawowania przez Joachima II urzędu przypadło również zaostrzenie konfliktu między prawosławnymi narodowości greckiej i bułgarskiej. Po tureckim podboju Bułgarii autokefalia miejscowego patriarchatu prawosławnego została zlikwidowana, a jego struktury podporządkowano patriarsze Konstantynopola. Praktyką stało się obejmowanie katedr biskupich na ziemiach bułgarskich przez Greków, nieznających miejscowego języka i wrogo odnoszących się do miejscowej tradycji i cerkiewnosłowiańskiego języka liturgicznego. Biskupi greccy forsowali użycie koine w liturgii, w szkołach i urzędach cerkiewnych, jak również niszczyli zabytki piśmiennictwa cerkiewnosłowiańskiego. Dodatkową przyczyną niechęci między greckimi biskupami a bułgarskim duchowieństwem i wiernymi stała się chciwość Greków, eksploatujących wiernych także ekonomicznie. Zdając sobie sprawę z coraz większej wrogości Bułgarów wobec greckich biskupów, w latach 1848 i 1851 patriarcha konstantynopolitański Antym IV zgadzał się wyświęcić pięciu bułgarskich biskupów. Nie zadowalało to jednak Bułgarów, którzy domagali się autokefalii, a przynajmniej gwarancji, że Konstantynopol zgodzi się kierować na ziemie bułgarskie wyłącznie biskupów tej narodowości i nie będzie przeciwstawiał się ich działalności oświatowej i narodowej. Rosnący w siłę bułgarski ruch cerkiewno-narodowy stawał się coraz bardziej radykalny. Ostatecznie w 1860 jeden z jego przywódców, biskup makariopolski Hilarion, odprawiając Świętą Liturgię, ostentacyjnie pominął imię patriarchy Konstantynopola w tych miejscach, gdzie powinna następować modlitwa za zwierzchnika odpowiedniego autokefalicznego Kościoła. Oznaczało to otwarty rozłam.
Joachim był przeciwny restytucji autokefalii Bułgarskiego Kościoła Prawosławnego. W 1861 pozbawił urzędów trzech bułgarskich biskupów Patriarchatu Konstantynopola, którzy przewodzili ruchowi cerkiewno-narodowemu: biskupa makariopolskiego Hilariona, weleskiego Auksencjusza oraz płowdiwskiego Paisjusza. W okresie kierowania Patriarchatem przez Joachima doszło również do przejścia przez część bułgarskich wiernych na katolicyzm z prawem do zachowania własnego obrządku. Ruch na rzecz unii miał jednak ograniczoną skalę i wygasł już ok. 1862. Na polecenie Joachima tych duchownych, którzy przeszli na unię, ale postanowili wrócić do Kościoła prawosławnego, przyjmowano bez potrzeby powtarzania święceń, nie uznawano natomiast święceń przyjętych w Kościele katolickim. Joachim II bezskutecznie protestował przeciwko konfiskacie majątków prawosławnych klasztorów na terenie Mołdawii i Wołoszczyzny.

### Patriarcha Konstantynopola (1873–1878)
W 1872 były patriarcha Joachim mógł wrócić do Konstantynopola. W roku następnym został po raz drugi wybrany na patriarchę Konstantynopola. Sprawując drugi raz urząd patriarchy, Joachim II starał się poprawić sytuację materialną Kościoła, przyciągając do niego zamożnych ofiarodawców – greckich kupców, bankierów, arystokratów. Bronił tradycyjnych przywilejów Patriarchatu Konstantynopolitańskiego i praw chrześcijan do rozstrzygania spraw rozwodowych i majątkowych przed własnymi sądami. Joachim II zgodził się również formalnie przekazać mnichom rosyjskim monaster św. Pantelejmona na Athosie. Nadal dążył do podniesienia poziomu wykształcenia duchowieństwa parafialnego, tworzył w Konstantynopolu i w innych prowincjach Imperium Osmańskiego towarzystwa kulturalno-oświatowe.
Drugi patriarchat Joachima II trwał do jego śmierci w 1878. Został pochowany w monasterze Ikony Matki Bożej „Życiodajne Źródło” w Konstantynopolu.
Jego siostrzeńcem był Nikolaos Krusuludis, późniejszy patriarcha Konstantynopola Joachim IV.